# Атитлан (вулкан)
Атитлан (исп. Volcán de Atitlán) — стратовулкан в западной части Гватемалы. Высота над уровнем моря — 3535 м.
Находится на юго-западе Гватемалы, примерно в 150 км на запад от столицы страны, рядом с озером Атитлан и вулканами Толиман и Сан-Педро. Атитлан является частью Центральноамериканской вулканической дуги. Последний раз извергался в 1853 году.